# Steve McQueen (album)
Steve McQueen è il secondo album del gruppo musicale britannico Prefab Sprout, pubblicato dall'etichetta Kitchenware nel giugno 1985 e prodotto da Thomas Dolby.
A causa di veti sui diritti del nome dell'attore, negli Stati Uniti l'album uscì col titolo Two Wheels Good, citazione tratta tratta da La Fattoria Degli Animali di George Orwell, con tre bonus track aggiuntive. Per lo stesso motivo negli Stati Uniti la traccia d'apertura dedicata al cantante country Faron Young fu intitolata Faron.
Grazie ai singoli When Love Breaks Down, Appetite e Goodbye Lucille #1, che fu pubblicata con il titolo Johnny Johnny, l'album fu il più venduto nella carriera del gruppo.
Nel 2007 uscì una versione del disco rimasterizzata intitolata Legacy Edition, con un CD bonus contenente versioni acustiche incise da Paddy McAloon nel 2006.

## Tracce
Testi e musiche di Paddy McAloon.
1. Faron Young – 3:50
2. Bonny – 3:45
3. Appetite – 3:56
4. When Love Breaks Down – 4:08
5. Goodbye Lucille #1 – 4:31
6. Hallelujah – 4:20
7. Moving the River – 3:57
8. Horsin' Around – 4:39
9. Desire As – 5:19
10. Blueberry Pies – 2:24
11. When the Angels – 4:29
12. The Yearning Loins * – 3:38
13. He'll Have to Go * – 3:06
14. Faron (Truckin' Mix *) – 4:45

(*) = Bonus track nella versione per gli Stati Uniti (Two Wheels Good)
CD bonus "Legacy Edition" (2007)
Testi e musiche di Paddy McAloon.
1. Appetite – 3:57
2. Bonny – 5:58
3. Desire As – 7:08
4. When Love Breaks Down – 4:24
5. Goodbye Lucille #1 – 3:54
6. Moving the River – 3:39
7. Faron Young – 3:47
8. When the Angels – 4:08